# Léo, roi de la jungle
Léo, roi de la jungle (劇場版 ジャングル大帝, Gekijōban Janguru Taitei) est un film d'animation japonais réalisé par Yoshio Takeuchi et sorti au Japon en 1997. C'est une adaptation du manga Le Roi Léo d'Osamu Tezuka publié au début des années 1950. Le film est sorti en France en 2005.

## Synopsis
Le scénario du film se concentre sur le dernier tiers de l'intrigue du manga.

## Fiche technique
- Titre : Léo, roi de la jungle
- Titre original : 劇場版 ジャングル大帝
- Réalisation : Yoshio Takeuchi
- Scénario : Yoshio Takeuchi, d'après le manga d'Osamu Tezuka
- Musique originale : Isao Tomita
- Direction artistique : Yukio Abe
- Production : Chiharu Akiba, Minoru Kubota, Sumio Udagawa
- Studio de production : Tezuka Productions
- Distribution : Gebeka Films et Wild Side (France, sortie en salles)
- Pays d'origine :  Japon
- Langue originale : japonais
- Format : couleur - 1,85:1 - mono
- Durée : 100 minutes
- Dates de sortie :
  - Japon : 1er août 1997
  - France : 20 avril 2005